# La Chapelle-aux-Brocs
La Chapelle-aux-Brocs is een gemeente in het Franse departement Corrèze (regio Nouvelle-Aquitaine) en telt 348 inwoners (2004). De plaats maakt deel uit van het arrondissement Brive-la-Gaillarde.

## Geografie
De oppervlakte van La Chapelle-aux-Brocs bedraagt 5,0 km², de bevolkingsdichtheid is 69,6 inwoners per km².
De onderstaande kaart toont de ligging van La Chapelle-aux-Brocs met de belangrijkste infrastructuur en aangrenzende gemeenten.

## Demografie
Onderstaande figuur toont het verloop van het inwonertal (bron: INSEE-tellingen).